# Rosalind Picard
Rosalind Wright Picard (Boston, 17 de mayo de 1962) es una ingeniera informática estadounidense, fundadora y directora del Grupo de Investigación en Computación Afectiva en el Media Lab del Instituto de Tecnología de Massachusetts (MIT). También es codirectora del Things That Think Consortium (junto a H. Ishii y J. Paradiso), que reúne a empresas y personal investigador para estudiar el uso de la informática y las comunicaciones de los ordenadores convencionales en objetos cotidianos, desde juguetes a electrodomésticos, o mejoras en la conducción. 
Además, Picard es cofundadora de dos empresas que comercializan tecnologías inventadas por su equipo del MIT. Con Empatica se ha creado el primer reloj inteligente basado en inteligencia artificial y aprobado por la Administración de Alimentos y Medicamentos (FDA), y Affectiva proporciona técnicas de inteligencia artificial para el estudio de las emociones. Ha liderado la Iniciativa sobre Tecnología de la Comunicación del Autismo, consistente en aplicar la robótica al estudio del trastornos del espectro autista (TEA).

## Trayectoria
Estudió Ingeniería Eléctrica en el Instituto de Tecnología de Georgia, donde se licenció en 1984, y estudió un Master y un doctorado tanto en Ingeniería Eléctrica como en Ciencias de la Computación en el MIT en 1991. Mientras realizaba sus estudios de doctorado trabajó como personal técnico para AT&T Bell Laboratories donde diseñó chips VLSI (Very Large Scale Integration), un circuito integrado para el procesado de señales digitales, y desarrolló nuevos métodos de compresión y análisis de imágenes.
Tras doctorarse, inició su etapa como profesora del Media Lab del MIT, siendo la primera mujer en alcanzar todos los niveles, desde asistente a profesora. Una de las aportaciones más creativas de Picard ha sido la línea de investigación denominada “Computación Afectiva”, siendo la líder el grupo de investigación con ese título en el Media Lab del MIT.
Otro campo de investigación que desarrolla simultáneamente al anterior consiste en tratar de aplicar la  inteligencia robótica en el estudio del autismo. Los TEA son un complejo grupo de desórdenes caracterizados por la deficiencia en la comunicación y socialización, y por la gama limitada (y frecuentemente poco usual) de intereses del individuo. Estas características son las que han permitido a Picard fomentar el uso de tecnologías aplicadas en la robótica para mejorar y acelerar el ritmo de la investigación y la terapia de autismo. De este modo, junto a su equipo, ha desarrollado una herramienta que permite a una persona con autismo monitorizar sus propias reacciones faciales con el objetivo de entrenarle en el reconocimiento de señales sociales en los demás, es el conocido como Emotional-Social intelligence Prosthesis (SP).
Cuando era joven, Picar se describía como atea, pero siendo adulta se convirtió al cristianismo y se transformó en una activa defensora  de las creencias religiosas. Ha dado conferencias, tanto formales (como la integrante en el curso “God and Computers” en el MIT) como informales sobre sus creencias, y tiene una página personal en la que se hacen numerosas referencias a este tema. En 1988, contrajo matrimonio con Len Picard, con quien ha tenido tres hijos y viven en Newton, Massachusetts.

## Publicaciones
Es autora de cerca de doscientos artículos científicos y capítulos de libros sobre el modelado de señales multidimensional, la visión artificial, reconocimiento de patrones, aprendizaje automático y la interacción persona-ordenador (IPO). En 1997, publicó el libro Affective Computing en el que  defiende que la inteligencia de los ordenadores y su capacidad de interactuar de forma natural con los humanos pasa por dotar a éstos de la habilidad de reconocer, entender e incluso tener y expresar emociones. Así surge un  grupo de investigación que combinan la ingeniería y ciencias de la computación con la psicología, la ciencia cognitiva, la neurociencia, la sociología y muchos otros aspectos.
Junto a  T. Minka, publicó un trabajo llamado Interactive Learning using a ‘Society of Models’, que recibió el premio al mejor artículo de la Pattern Recognition Society (Asociación Internacional para el Reconocimiento de Patrones (IAPR)) en 1997. También es coautora de varias patentes: U.S. Patent 5,706,416, U.S. Patent 6415176, Docket No. IS01739AI. Colabora regularmente con la industria y ha sido contratada como consultora para empresas tecnológicas como Apple, AT&T, BT Group, HP, iRobot o Motorola.

## Reconocimientos
Picard ha recibido varios premios y distinciones a lo largo de toda su carrera, desde estudiante cuando recibió una beca de la Fundación del Instituto de Tecnología de Georgia de 1980 a 1983. Ha formado parte del Comité de Consulta de la Fundación Nacional para la Ciencia (NSF por sus siglas en inglés) en la división de Computer, Information Science and Engeneering (CISE). 
Recibió, junto a Kort y Reilly, el premio al mejor trabajo de la teoría que afecta en el aprendizaje humano en el año 2001. En 2005, fue nombrada Fellow del IEEE por sus contribuciones al análisis de imagen y vídeo y de computación afectiva. Recibió en 2013, junto a McDuff, Kaliouby y Demirdjian, el premio de la cara y papel Gesto para el trabajo con las expresiones faciales.